# مرخيات العضلات
مرخيات العضلات هي عقاقير تحدث ارتخاء عكوساً مؤقتاً في وظيفة العضلات الهيكلية وتخفض من توتر العضلة. تقسم مرخيات العضل حسب آلية تأثيرها إلى مرخيات عضل محيطية تؤثر مباشرة على الصفيحة الانتهائية الحركية للعضلة وإلى مرخيات عضل مركزية تخفض في الجهاز العصبي المركزي توترَ العضل. مرخيات العضل المحيطية تستعمل في التخدير في العمليات الجراحية لخفض توتر العضلات الهيكلية أو عَدْمه كلياً أما مرخيات العضل المركزية فتستعمل لعلاج التشنجات المُسببَّة نخاعياً أو تشنجات العضلات الموضعية.

## مرخيات العضل المحيطية
مرخيات العضل المحيطية تحصر نقل التنبيه العصبي العضلي في الصفيحة الانتهائية وذلك يسبب شللاً معكوساً تزيله المتعضية تلقائياً. إن المدة اللازمة لذلك تعتمد على الجرعة. وبإعطاء المواد (Neostigmin, Sugammadex) يرفع تأثيرها بشكل فاعل كما في نهاية العمليات الجراحية أو عند مشاكل تأمين مجاري النفس. وبالاستعمال الروتيني للمراقبة العصبية العضلية فإنه يمكن إغفال الكورة التالية للجراحة بعد التخدير.

### الصفيحة الانتهائية الحركية

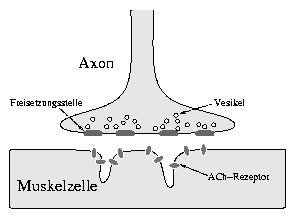

مرخيات العضلات هي مثبطات للنقل العصبي العضلي في الصفيحة الانتهائية الحركية. وهي موضع نقل التنبيه من الخلية العصبية إلى الليف العضلي. عند تنبيه الخلية العصبية فإن الأسيتيل كولين يصب من الحويصلات خلال مواضع التحرير المحوارية إلى الفلح المشبكي. الأسيتيل كولين ينتشر إلى المستقبل في الخلية العضلية ويرتبط هناك ويحدث تغيراً في هيئة جزيء المستقبل وذلك يسبب اندفاق إيونات الصوديوم إلى داخل الخلية العضلية. وبذلك يصار إلى نزع استقطاب الغشاء ومن ثمَّ تنبيه الخلية العضلية فتقلصها. ويزال الأسيتيل كولين سريعاً بالانتشار والهدم الإنزيمي (Acetylcholinesterase) من الفلح المشبكي. وبذلك تكون مواطن الارتباط خالية وجاهزة للتنبيه مرة أخرى.

### تأثير مرخيات العضل
هذه المواد تتراكم على مستقبلات الأسيتيل كولين النيكوتينية في الخلية العضلية. على الرغم من أن الأسيتيل كولين يحرر عند التنبيه إلا أنه غير كافٍ للتأثير. وبذلك تكون العضلة قد شُلّت مؤقتاً وتغفل بذلك الحركة النشطة.
مرخيات العضل المزيلة للاستقطاب تؤثر على المستقبل كنواهض، حيث أنها تحدث إزالة استقطاب مديدة. وبذلك تحدث في البدء تقلصاً قصيراً للعضلات يبدو على هيئة رجف حزمي عند المريض ثم يصير إلى شلل ارتخائي. إزالة الاستقطاب الدائمة تمنع الإثارة الجديدة بالأسيتيل كولين وبالتالي فإنه العضلة لا تثار. هذا التأثير لا يمكن إزالته بأدوية أخرى.
مرخيات العضل غير المزيلة للاستقطاب ترتبط بالمستقبل كضواد تنافسية دون أن تحدث إزالة استقطاب. حيث يمنع الحصارُ تأثيرَ الأسيتيل كولين. إلا أن تأثيرها يمكن أن يقهر بزيادة تركيز الأسيتيل كولين. لأجل ذلك تستعمل عادة مثبطات الــ Cholinesterase مثل الـ Neostigmin. بيد أن إعطاءها يوجب إعطاء حالٍّ للمبهم (Vagolytic) لأن تأثيرها ليس نوعياً فقط على الصفيحة الانتهائية الحركية. حديثاً يوجد الـ Sugammadex حيث أن نوعيته العالية تعطي نتائج واعدة.

### الماد الفعالة
بغض النظر عن التأثيرات الجانبية النادرة والقليلة فإن مرخيات العضل المفضلة تكون سهلة الانقياد وسريعة بدء التأثير وقصيرة مدة التأثير. جميع مرخيات العضلات غير المزيلة للاستقطاب تحرر الهيستامين بكميات مختلفة ولوحظ لها تفاعلات تحسسية. من حيث البنية يمكن التفريق بين Benzylisochinolines مثل (Atracurium, Cisatracurium, Mivacurium) وبين مشتقات الستيروئيد مثل (Pancuronium, Rocuronium, Vecuronium).
وبشكل عام فإن الـ Benzylisochinolines أميل من مشتقات الستيروئيد لتحرير الهيستامين. تنتهي أسماء مشتقات الـ Benzylisochinolines باللاحقة –urium أما مشتقات الستيروئيد فتنتهي باللاحقة –uronium.

### مجالات الاستعمال
تُحْتاج مرخيات العضلات في إطار العمليات المفتوحة أو البضعية الصغيرة في البطن (تنظير البطن، فتح البطن) أو القفص الصدري (تنظير الصدر، فتح الصدر) لخفض التوتر العضلي في العضلات الهيكلية، وإلا لما وُجدت ظروف رؤية وجراحة كافية. أظهر فحص مزدوج التعمية جلياً أنه مثلاً في عملية استئصال المرارة التنظيري هناك عمليات تستوجب إرخاء عميقاً للعضلات لمنع المشاكل في العملية. فمثلاً دون إرخاء البطن لم ينفخ جيداً وفي نهاية العملية لم تستخرج المرارة من البضع الصغير.
ومن الاستطبابات الأخرى إجراء تنبيب داخل الرغامى. حيث يخفض غياب الحركات الدفاعية خطر الإصابة وظروف الرؤية عبور الحبال الصوتية تتحسن.

### مراقبة الوظيفة العصبية العضلية
ما يسمى قياس الارتخاء أو التتبع العصبي العضلي هو مراقبة نقل التنبيه العصبي العضلي في الصفيحة الانتهائية الحركية عند استعمال مرخيات العضل. ينبه مسريا مقياس الارتخاء عصباً محيطياً ومن ثَمَّ تقاس استجابة العضلة كمياً. بمساعدة هذه القيم يستطيع طبيب التخدير تقييم تأثير مرخيات العضل وتحديد جرعتها الملائمة.

### المناهضة
يمكن إزالة تأثير مرخيات العضل غير المزيلة للاستقطاب بمبدأين. بإعطاء مثبطات الـ Cholinesterase مثل Neostigmin حيث ينخفض تأثير الـ Acetylcholinesterase وبذلك فإن الأسيتيل كولين، وهو الناقل المنشط للصفيحة الانتهائية العضلية، ينقص هدمه. وبانزياح هذا التناسب الكمي يذب الأسيتيل كولين مرخيَ العضلِ عن مستقبلات الأسيتيل كولين النيكوتينية ويزيل بذلك تأثيره. مساوئ ذلك هي التأثيرات الجانبية على نظير الودي، والتي تُتواسط بمستقبلات أسيتيل كولين مسكارينية حيث تؤدي إلى ارتفاع توتر نظير الودي (تباطؤ القلب، تقبض القصبات). يخفف ذلك بإعطاء الـ Atropin.
بعد إعطاء الـ Sugammadex الذي سُمح به منذ 2008 فإن مرخيَ العضل يُعقل أو يُمحفظ ويرفع بذلك تأثيره. إلا أن الـ Sugammadex لا يعلق إلا الـ Rocuronium وأقل منه الـ Vecuronium. أي أنه بخلاف مثبطات الـ Acetylcholinesterase فإن التأثير لا يتم على الصفيحة الانتهائية العصبية العضلية بل في المصل، ولذلك لا تظهر تأثيرات جانبية نظير ودية.

### المرخيات الموجِّهة للعضل
لا تؤثر المرخيات الموجِّهة للعضل على الصفيحة الانتهائية الحركية وإنما مباشرة على العضلة المخططة. أهم ممثل لها هو الـ Dantrolen، حيث أنه يفصل الاتصال الكهروميكانيكي وذلك بمنع تدفق الكالسيوم من مخزنه إلى هيولى الخلية العضلية حيث أنه يحصر مستقبلات الـ Ryanodin الداخل خلوية اللازمة لذلك فيمنع بذلك التقلص. الاستطباب لاستعماله هو فرط الحرارة الخبيث. الـ Dantrolen بالكاد له تأثير على عضلة القلي والعضلات الملساء حيث يوجد فيها مستقبلات Ryanodin من نوع آخر.

### مرخيات العضل المركزية
مرخيات العضل المركزية هي أدوية تأثيرها في الجهاز العصبي المركزي مثل Tetrazepam, Flupirtin, Tizanidin, Baclofen, Pridinol, Tolperison, Eperison, Methocarbamol.
وهي تستعمل عند التوتر العضلي المرضي (تشنج). حيث تخفف الأدوية توتر العضل.

## وصلات خارجية
- Skeletal+Muscle+Relaxants في المكتبة الوطنية الأمريكية للطب نظام فهرسة المواضيع الطبية (MeSH).